# Magnus Bak Klaris
Magnus Bak Klaris (født 23. januar 1996) er en dansk cykelrytter som kører for Airtox-Carl Ras. Fra 2015-16 kørte han for SEG Racing Academy.

## Meritter
2014
Vinder af Paris-Roubaix Juniors
Vinder af  Peace Race Juniors
Vinder af 5. etape af Grand Prix Rüebliland
Vinder af Gent - Menen
2015
7. plads, GP Horsens
2016
5. plads, Rytgerløbet
2017
2. plads i bjergkonkurrencen i Tour du Loir-et-Cher
2018
 DM i holdløb
4. etape af Tour de l'Avenir (holdløb)
3. plads, GP Horsens
2021
2. plads, Grand Prix Herning
3. plads, Demin Cup
2022
Vinder af Skandis Grand Prix
Vinder af Lillehammer Grand Prix
2023
 DM i gravel
2. plads, DM i linjeløb